# Antraknóza

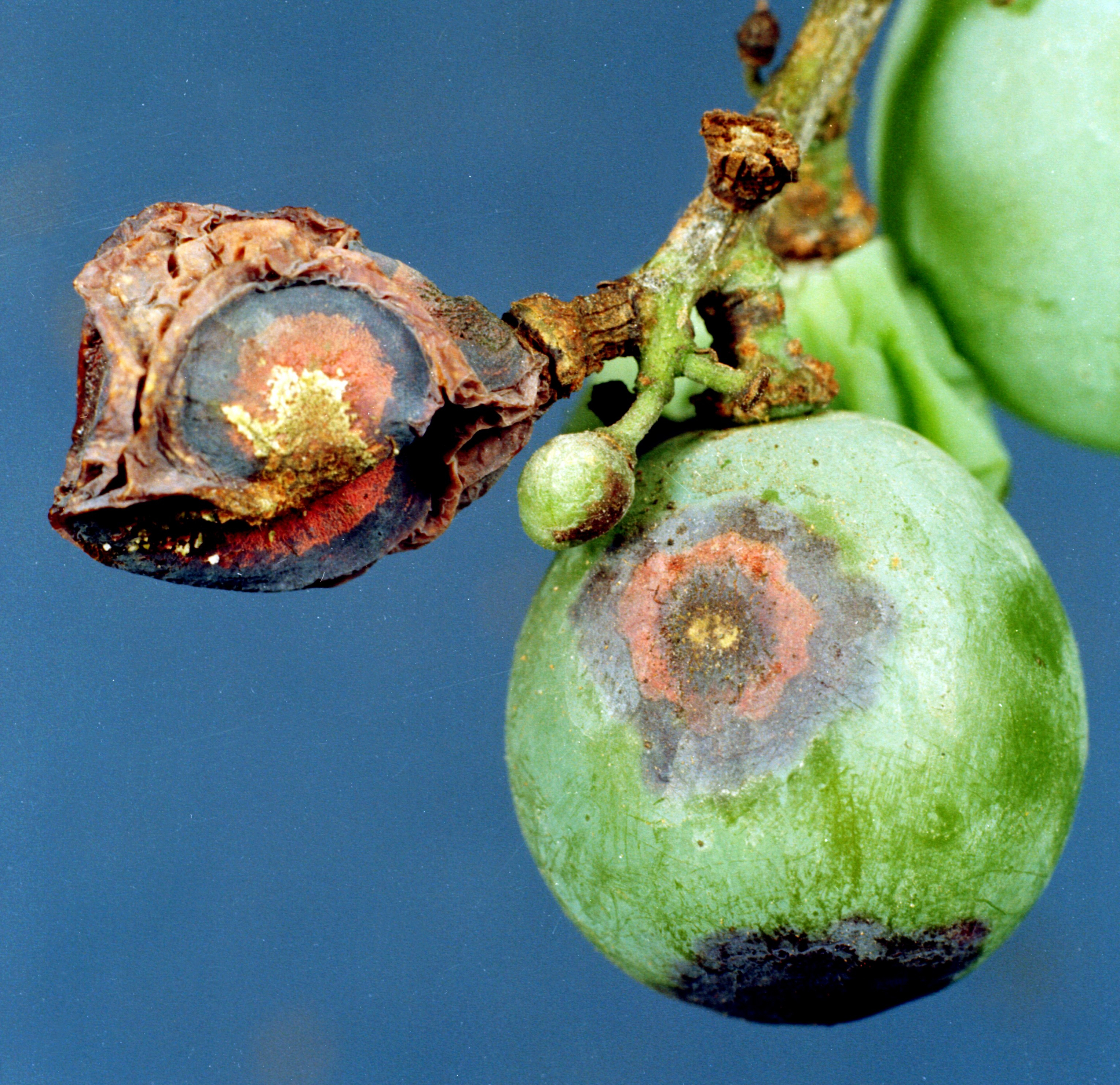
Antraknóza u révy vinné

Antraknóza (z řečtiny anthrax – uhlí) je nekrotický symptom způsobovaný některými deuteromycety projevující se tmavými skvrnami kruhovitého vzezření na rostlinách. Ty nabývají nejčastěji hnědou až černou barvu a jsou dosti velké. Objevují se nejčastěji na listech luskovin a jetelovin. Podobnými symptomy jsou skvrnitost, tečkovitost a pihovitost. Zároveň je termín používán i k označení chorob rostlin tohoto typu. Např. antraknóza fazolu, antraknóza kukuřice, antraknóza podzemnice olejné, antraknóza manioku apod. Vždy tedy první slovo indikuje typ choroby, respektive příznaku a druhé pak český název rostliny. Každá choroba je pak asociována s jiným původcem z řad hub nedokonalých.